# Діяльно-Христова церква
Діяльно-Христова Церква (ДХЦ) — релігійна організація, створена на основі братства «Церква жива», що діяло при Українській автокефальній православній церкві.
Одним з ініціаторів створення ДХЦ було Державне політичне управління УСРР, яке в цій справі мало власний інтерес — послабити УАПЦ. ДПУ платили ДХЦ гроші - «єдиним їх стимулом можуть бути гроші», - чесно відзначала 3-тя група секретно-політичного відділу ДПУ України яка і вела лінію «церковно-сектантської контрреволюції». Всього ДПУ просило виділити по «церковній лінії» на вказаний період 81540 рублів.
У лютому 1925 року Вищий церковний суд УАПЦ виключив керівництво ДХЦ (єпископи В.Бржосньовський і П.Тарнавський, протоієрей К. Янушівський) зі складу УАПЦ. Од цього часу ДХЦ діяла як самостійне церковне угруповання. Згодом до них долучився єпископ Ніжинський Микола (Ширяй).
У жовтні 1925 року у Михайлівському соборі Києво-Михайлівського Золотоверхого монастиря відбувся з’їзд прихильників ДХЦ, на якому було засуджено керівництво УАПЦ й поставлено йому вимогу передати церковну владу новоутвореній Раді Всеукраїнської спілки братських об’єднань (ВПЦР—ДХЦ) на чолі з К. Янушівським. Однак віруючі УАПЦ не підтримали цю ініціативу. На 1926 рік ДХЦ налічувала близько 300 парафій.
Ще з 1926-го року єпископи ДХЦ взялися робити спроби повернення до УАПЦ. Однак процес затягнувся через неузгодженість щодо єпархій. 21 січня 1927 року відбулися самоліквідаційні збори Ради спілки релігійних громад ДХЦ на чолі з єпископом Миколою (Ширяєм). 
Після зміщення з посади митрополита Василя Липківського і переобрання Всеукраїнської православної церковної ради ДПУ відсторонилася від ДХЦ. Не маючи «державної підтримки», прихильники ДХЦ 8 листопада 1927 року влилися до УАПЦ й пройшли шлях сталінських репресій.